# 赫林贝亨
赫林贝亨（荷蘭語：Grimbergen，荷蘭語發音：[ˈɣrɪmbɛrɣə(n)]）是比利时弗拉芒大區弗拉芒布拉班特省哈勒-维尔福德区的一个市镇，西南与布鲁塞尔首都大区接壤，面积38.59平方千米，人口37,355人（2018年1月1日）。赫林贝亨是弗拉芒社群的一部分，官方语言与当地多数居民使用的语言为荷蘭語，不过当地有一定数量的法语人口，但赫林贝亨并不是一个语言便利市镇，市政部门不为法语人士提供语言便利。